# 腑抜けども、悲しみの愛を見せろ
『腑抜けども、悲しみの愛を見せろ』（ふぬけども、かなしみのあいをみせろ）は、本谷有希子が主宰する劇団「劇団、本谷有希子」の舞台劇。本谷の作・演出により「劇団、本谷有希子」第一回公演として2000年9月に初演された舞台。
2004年に本谷自身により小説化され2005年6月に講談社より刊行、小説を原作として2007年に映画化されている。

## 概要
女優志望の勘違い女を主人公に、彼女を題材にしたホラー漫画を描いて恨まれている妹や兄夫婦など、4人の人物が主に登場するブラック・コメディ。
2000年に初演。本谷が主宰する劇団、本谷有希子の第1回公演作であった。2004年に再演。この模様はDVD化されている。

## あらすじ
北陸のとある山間部に暮らす和合清深は、漫画を描くことを趣味とする暗い女性。ある日、両親が交通事故死したことを受けて、清深の姉・澄伽が帰省する。澄伽は4年前、女優を目指して上京し人気が出なかったために帰省したが、我侭な性格は相変わらず。そんな姉妹が大騒動を巻き起こす。

## 公演詳細
劇団、本谷有希子 第一回公演（初演）
- 公演日: 2000年9月2日 - 9月3日（2日間）
- 場所: プロト・シアター
- 作・演出：本谷有希子
- 出演者
  - 萩尾真由
  - 鳥海愛子
  - 戸田修輔 
  - 蛭田真知子
  - 斎藤拓

劇団、本谷有希子 第8回公演（再演）
- 公演日: 2004年11月10日 - 11月14日（5日間）
- 場所: 青山円形劇場
- 作・演出：本谷有希子
- 出演者
  - 伊達暁
  - 森尾舞
  - 吉本菜穂子
  - 菅原永二
  - 鳥海愛子
  - 本谷有希子

## 関連商品
DVD
- 『腑抜けども、悲しみの愛を見せろ』DVD（ヴィレッジ、ECDV001_01）

## 小説版
舞台再演の後、本谷自身によって小説化され、『群像』の2004年12月号に掲載された。これは第18回三島由紀夫賞の候補になった。2005年6月に講談社より刊行、2007年5月に講談社文庫より文庫化された。
本作を原作として、2007年に佐藤江梨子主演、 吉田大八監督・脚本で映画化された。

### 書誌情報
- 腑抜けども、悲しみの愛を見せろ（2005年6月30日、講談社、ISBN 978-4-06-212998-5）
- 腑抜けども、悲しみの愛を見せろ（2007年5月15日、講談社文庫、ISBN 978-4-06-275741-6）

## 映画版
佐藤江梨子主演で映画化された。2007年7月7日公開。監督はCMディレクター出身の吉田大八で、映画監督としてのデビュー作である。第60回カンヌ国際映画祭の批評家週間に出品された。
ロケーションは石川県の能登町で行われた。そのため、石川県では1週間早い6月30日より劇場公開された。石川県は原作者の本谷有希子の出身地でもある。
劇中で清深が描く漫画はホラー漫画家の呪みちるの手によるもの。
2008年2月22日にアミューズソフトエンタテインメントからDVDが発売された。

### スタッフ
- 監督・脚本 -  吉田大八
- 原作 - 本谷有希子『腑抜けども、悲しみの愛を見せろ』（講談社刊）
- 主題歌 - チャットモンチー「世界が終わる夜に」
- 音楽 - 鈴木惣一朗
- 漫画 - 呪みちる
- 撮影 - 阿藤正一、尾澤篤史
- 照明 - 藤井隆二
- 録音 - 矢野正人
- 美術 - 原田恭明
- 音響効果 - 柴崎憲治
- 助監督 - 芹澤康久、甲斐聖太郎、山本優子
- スクリプター - 長坂由起子
- 編集 - 岡田久美
- アクションコーディネーター - 山田一善
- スタント - 花田奈美
- 方言指導 - 七尾市民劇団 劇団N、中谷日出子
- ロケ協力 - 金沢フィルムコミッション、能登町商工観光課 ほか
- 特別協力 - 能登町、輪島市、日本海倶楽部、数馬酒造
- 現像 - IMAGICA
- 光学録音 - 東京テレビセンター
- プロデューサー - 柿本秀二、小西啓介、鈴木ゆたか
- 協力プロデューサー - 吉田博昭、遠藤日登思
- 製作委員会メンバー - モンスター☆ウルトラ、ティー・ワイ・オー、アミューズソフトエンタテインメント、ファントム・フィルム、ソニー・ミュージックエンタテインメント
- 制作プロダクション - モンスター☆ウルトラ
- 配給 - ファントム・フィルム

### キャスト
- 和合澄伽 - 佐藤江梨子
- 和合清深 - 佐津川愛美
- 和合宍道 - 永瀬正敏
- 和合待子 - 永作博美
- 和合曾太郎 - 上田耕一
- 小森哲生 - 土佐信道
- 萩原 - 山本浩司
- 神野 - 谷川昭一朗
- 審査員（女性） - 吉本菜穂子
- 審査員（男性） - 湯澤幸一郎
- 田嶋 - 米村亮太朗
- オーディションの相手役 - ノゾエ征爾
- 大原真理子
- 高橋睦美
- 金沢まこと
- 大川婦久美

### 受賞歴等
- 第81回キネマ旬報ベスト・テン[2]
  - 日本映画ベスト・テン 第10位
  - 助演女優賞:永作博美
- 第50回ブルーリボン賞
  - 助演女優賞:永作博美
- 第32回報知映画賞
  - 助演女優賞:永作博美
- 第29回ヨコハマ映画祭[3]
  - 主演女優賞:佐藤江梨子
  - 助演男優賞: 永瀬正敏
  - 助演女優賞: 永作博美
  - 新人監督賞: 吉田大八
  - 撮影賞: 阿藤正一
- 第17回日本映画批評家大賞
  - 助演女優賞:永作博美[4]
- 第23回ワルシャワ国際映画祭フリースピリット部門
  - 大賞

### 関連商品（映画版）
サウンドトラック
- 鈴木惣一朗 『腑抜けども、悲しみの愛を見せろ オリジナル・サウンドトラック』（2007年6月15日、ピーヴァインレコード、PCD-25057）

DVD
- 『腑抜けども、悲しみの愛を見せろ』（2008年2月22日、アミューズソフトエンタテインメント、ASBY-3982）